# Wodu He
Wodu He (kinesiska: 卧都河) är ett vattendrag i Kina. Det ligger i provinsen Heilongjiang, i den nordöstra delen av landet, omkring 540 kilometer norr om provinshuvudstaden Harbin.